# Clarias microstomus
Clarias microstomus es una especie de pez de la familia Clariidae en el orden de los Siluriformes.

## Morfología
• Los machos pueden llegar alcanzar los 14,1 cm de longitud total.

## Distribución geográfica
Se encuentra al este de Borneo.